# (5839) GOI
(5839) GOI ist ein Asteroid des Hauptgürtels, der am 21. September 1974 vom sowjetisch-russischen Astronomen Nikolai Stepanowitsch Tschernych am Krim-Observatorium in Nautschnyj, etwa 30 km von Simferopol, (IAU-Code 095) entdeckt wurde.
Der Himmelskörper wurde am 8. August 1998 nach dem Wawilow-Institut für Optik in St. Petersburg anlässlich des 80. Jahrestages seiner Gründung benannt.